# Åros, Hagfors kommun
Åros är en bebyggelse i Norra Råda socken i Hagfors kommun, Värmlands län belägen strax söder om Råda. Fram till 2023 klassade SCB området som en del av tätorten Råda, för att därefter kallas det som en separat småort.